# Rivière à l'Orme
Pour les articles homonymes, voir Orme (homonymie).
La Rivière à l’Orme est un affluent du lac des Deux Montagnes, coulant dans le territoire de l’arrondissement de Pierrefonds et de Senneville, dans la ville de Montréal, au Québec, au Canada.
Le cours de la rivière traverse surtout un milieu urbain comportant des zones de parcs urbains. Elle est la seule rivière intérieure encore existante sur l’île de Montréal,. 
Annuellement, la surface de la rivière est généralement gelée de la mi-décembre à la fin mars, néanmoins, la période de circulation sécuritaire sur la glace est habituellement de la fin de décembre à la mi-mars.

## Géographie
Les bassins versants voisins de la rivière à l’Orme sont :
- côté nord : lac des Deux Montagnes, rivière des Outaouais ;
- côté est : rivière des Prairies, Lac Saint-Louis ;
- côté sud : lac Saint-Louis, fleuve Saint-Laurent ;
- côté ouest : lac des Deux Montagnes.

La rivière à l’Orme prend sa source dans le Petit étang MacDonald dans la partie sud-ouest de l’arrondissement de Pierrefonds de la ville de Montréal, soit du côté ouest du Cinéma Cineplex Kirkland.
À partir de sa source, la rivière à l’Orme coule sur environ 8 km selon les segments suivants :
- vers le sud-ouest en longeant le côté nord de l’autoroute 40 et en coupant la piste Timberlea, jusqu’à un ruisseau urbain (venant du sud de l’autoroute 40) ;
- vers le nord-ouest, jusqu’à son embouchure. Note : le chemin de l’Anse à l’Orme longe ce segment, d’abord du côté nord-est, puis du côté sud-ouest.

La rivière à l’Orme se déverse sur la rive est de l’Anse à l’Orme, qui constitue une extension naturelle du lac des Deux Montagnes. En fin de cours, cette rivière traverse le Parc-nature de l'Anse-à-l'Orme. Cette anse est bornée par la Pointe Madeleine (côté nord) et la Pointe Boyer (Côté Sud-Ouest).

## Toponymie

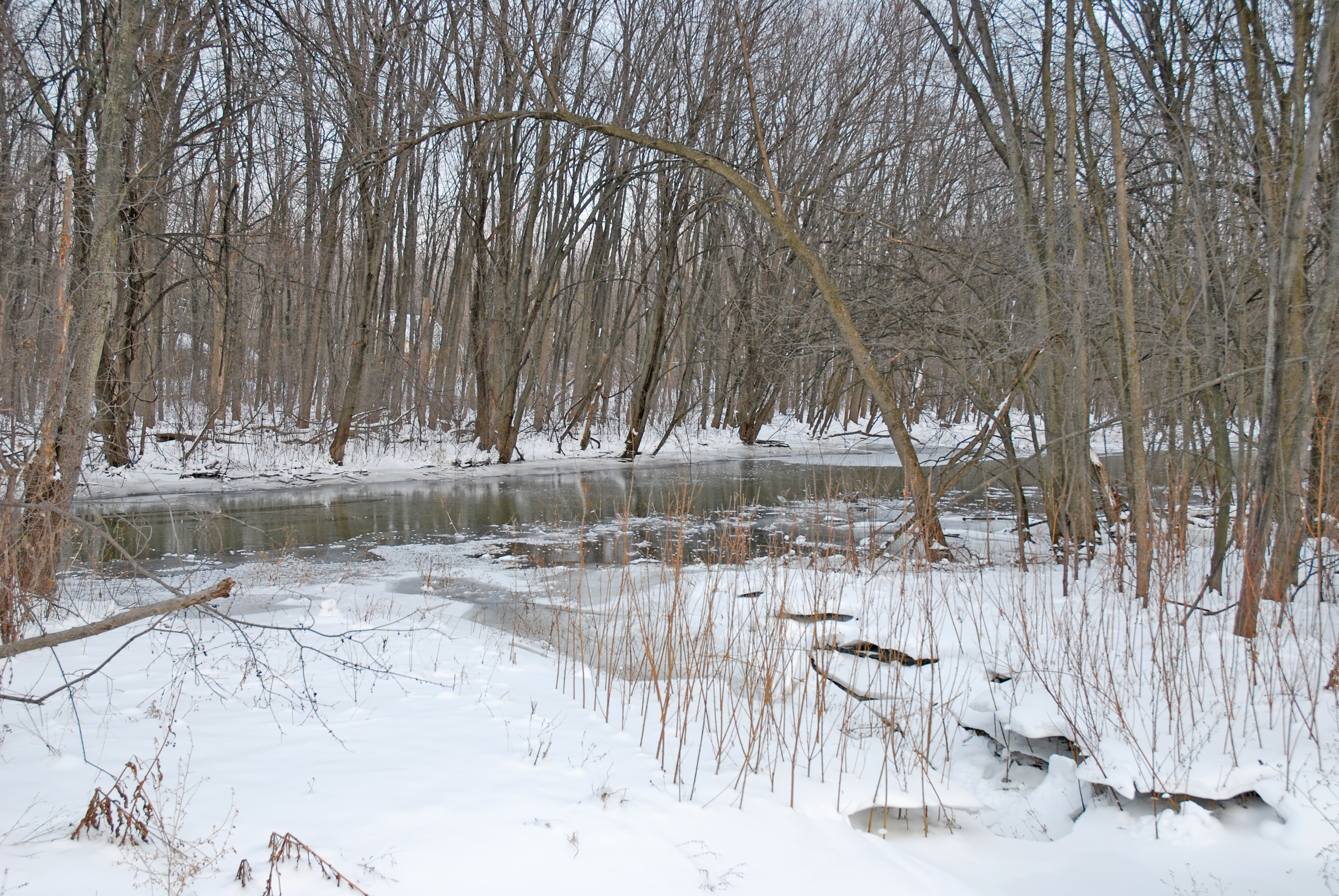
La rivière à Pierrefonds

Depuis au moins 1925, certains documents attestent de l’usage du toponyme rivière à l’Orme, désignant ce ruisseau urbain. Cette désignation (sous sa graphie actuelle) évoque l’œuvre de vie de Julien Hubert dit de Lorme. Ce dernier bénéficia d’une concession en 1668, d’un lot de terre adjacente à l'anse à l'Orme, située à l'extrémité ouest de l'île de Montréal, soit juste au sud-est du Cap à l'Orme. Jadis, plusieurs historiens croyaient par erreur que cette désignation toponymique s’expliquait par la présence d'ormes dans cette zone. Les désignations toponymiques Cap à l’Orme, Anse à l’Orme et Rivière à l’Orme sont intereliées.
Le toponyme Rivière à l’Orme a été officialisé le 5 décembre 1968 à la Commission de toponymie, soit à la création de la commission.